# Хынчештский район
Хынче́штский райо́н, или район Хынчешть (рум. raionul Hîncești) — административно-территориальная единица Республики Молдова.

## История
Как и большинство районов Молдавской ССР, образован 11 ноября 1940 года под именем Котовский район (рум. Raionul Kotovsk) c центром в пгт Котовское. До 16 октября 1949 года находился в составе Кишинёвского уезда, после упразднения уездного деления перешёл в непосредственное республиканское подчинение.
С 31 января 1952 по 15 июня 1953 года район входил в состав Кишинёвского округа, после упразднения окружного деления вновь перешёл в непосредственное республиканское подчинение.
9 января 1956 года в состав Котовского района переданы небольшая территория упраздняемого Кишинёвского района, однако впоследствии эти территории были переданы в другие районы.
25 декабря 1962 года в состав Котовского района передана почти вся территория упраздняемого Карпиненского района, в свою очередь около 1/3 площади изначального района передана в соседние районы.
В 1976 году П. И. Чубук, бригадир комсомольско-молодёжной бригады совхоза-завода «Бозиены» Котовского района, стал лауреатом Премии комсомола Молдавии имени Бориса Главана в области производства.
25 марта 1977 года небольшая часть района была передана в состав нового Кутузовского района.
15 июня 1990 года, постановлением Парламента Республики Молдова Котовский район был переименован и получил название район Хынчешть.
С 1999 по 2002 год, в рамках проводимой административной реформы, район являлся частью Лапушнянского уезда. После упразднения уездного деления, район вновь стал самостоятельной административной единицей.

## Население
|          | 2003 год | 2004 год | 2005 год | 2006 год |
| -------- | -------- | -------- | -------- | -------- |
| Хынчешты | 18 350   | 18 300   | 15 300   | 15 300   |
| сёла     | 108 500  | 108 400  | 104 500  | 104 300  |
| Всего:   | 126 850  | 126 700  | 119 800  | 119 600  |

## Достопримечательности
- В одном из парков Хынчешт расположены Охотничий замок и дворец, построенные в 1891 году на средства Г. И. Манук Бея. В Охотничьем замке работает музей.
- В Хынчештах находится дом-музей Григория Ивановича Котовского.